# Girl Play
Girl Play (en español, Juego de chicas, aunque se presta al juego de palabras Actuación [en una obra] de chicas) es una película indie estadounidense realizada en 2004 y dirigida por Lee Friedlander.

## Sinopsis
Robin, casada desde hace seis años con su mujer, y Lacie, que nunca ha estado en una relación duradera, son elegidas para interpretar a dos amantes lesbianas en una obra de teatro de Los Ángeles. Ingenuamente, el director de escena, Gabriel, intenta que las actrices "saquen de dentro" lo más íntimo de su ser. Pronto ambas se sienten cada vez más atraídas la una por la otra. Deberán determinar si lo que sienten es amor verdadero o si están sugestionadas por su papel en la obra.

## Premios
Premio del Público en el L.A. Outfest por Mejor película de temática lésbica y Gran Premio del Jurado por Mejor Actriz de Reparto.

## Créditos
- Robin Greenspan...Robin
- Lacie Harmon ...  Lacie
- Mink Stole ...  Madre de Robin
- Dom DeLuise ...  Gabriel
- Katherine Randolph ...  Audrey
- Lauren Maher ...  Cass
- Gina DeVivo ...  Robin (14 años)
- Shannon Perez ...  Robin (6 años)
- Dominic Ottersbach ...  Asistente de Gabriel
- Julie Briggs ...  Dra. Katherine
- Peter Ente ... Padre de Robin
- Graham T. McClusky ...  Amigo de los padres
- Skye Emerson ...  Camarero
- Jessica Golden ...  Laura, mujer borracha del bar
- Lynn A. Henderson ...  Mujer atractiva del bar
- Sara Bareilles ... Cantante en el bar